# Mésztufagát
A mésztufagát folyó vízből, a vízfolyás irányára derékszögben kiváló és azt visszaduzzasztó, legtöbbször félköríves falszerű képződmény. Zárt (köríves) változata a cseppkőmedence (tetaráta). A lefolyások vagy más cseppkövek felületén lassan leszivárgó vízből rendkívül látványos mikrotetaráták válnak ki.